# Renate Freund
Renate Freund (Neuwied, 3 oktober 1939) is een Duitse schrijver van korte verhalen en poëzie.

## Leven en werk
Renate Freund werd geboren in 1939 in Neuwied als tweede van vijf kinderen. Als gediplomeerd steno-griffier begon ze haar loopbaan als administratief medewerkster op de inkoopafdeling van een middelgrote onderneming. Daarna werkte ze op de technische afdeling van het ziekenhuis Marien-Klinikum in Rijnland-Palts totdat ze met pensioen ging.
Vanuit haar interesse in literatuur ontwikkelde ze later een talent voor literair schrijven, met name korte verhalen en poëzie. Haar eerste boek met twaalf korte detectiveverhalen, getiteld Der letzte Tanz werd in augustus 2016 uitgegeven door Martin Werhand Verlag. In januari 2017 verschenen haar gedichten in de bloemlezing Abendfrieden, 100 Gedichte. In hetzelfde jaar bracht dezelfde uitgever haar poëzieboek Himmelreich uit als onderdeel van de poëzieserie "50 sonnetten". Een derde dichtbundel, getiteld Sinnpuppe werd in januari 2018 gepubliceerd als onderdeel van de serie "50 gedichten". In december 2018 verscheen nog een bundel in de poëziereeks 50 sonnetten onder de titel Glassymphonien, verscheen verder in de reeks 100 sonnetten van de band Sonnenähren. In december 2019 verschenen nog drie dichtbundels van Renate Freund in de MWV: de sonnetbundel Lichthoffnung in de reeks ''50 sonnetten'', de twee dichtbundels Winterruhe in de reeks ''100 gedichten'', en Dorfidylle in de reeks ''250 gedichten''.
Renate Freund woont en werkt in Niederbieber, Rijnland-Palts.

## Publicaties (selectie)

### Boeken
- Der letzte Tanz. Krimi-Kurzgeschichten. Martin Werhand Verlag, Melsbach 2016, 150 blz. ISBN 978-3-943910-29-2.
- Himmelreich. 50 Sonette. Martin Werhand Verlag, Melsbach 2017, 120 blz. ISBN 978-3-943910-65-0.
- Sinnpuppe. 50 Gedichte. Martin Werhand Verlag, Melsbach 2018, 120 blz. ISBN 978-3-943910-58-2.
- Glassymphonien. 50 Sonette. Martin Werhand Verlag, Melsbach 2018, 120 blz. ISBN 978-3-943910-61-2.
- Sonnenähren. 100 Sonette. Martin Werhand Verlag, Melsbach 2018, 170 blz. ISBN 978-3-943910-64-3.
- Lichthoffnung. 50 Sonette. Martin Werhand Verlag, Melsbach 2019, 120 blz. ISBN 978-3-943910-49-0.
- Winterruhe. 100 Gedichte. Martin Werhand Verlag, Melsbach 2019, 170 blz. ISBN 978-3-943910-48-3.
- Dorfidylle. 250 Gedichte. Martin Werhand Verlag, Melsbach 2019, 300 blz. ISBN 978-3-943910-47-6.

### Bloemlezingen
- Abendfrieden. 100 Gedichte. Anthologie. Martin Werhand Verlag, Melsbach 2017, 190 blz. ISBN 978-3-943910-27-8.